# Hôtel Pusel
L'hôtel Pusel est un hôtel particulier du XVIe siècle, situé sur la place de la Baille, à Luxeuil-les-Bains. Il a servi de collège d'enseignement secondaire et est maintenant le siège du Musée des anciens combattants.
Il a été inscrit monument historique par arrêté du 6 novembre 1997.